# Površje, Krško
Površje je naselje v Občini Krško.